# Niki (kisregény)
Déry Tibor Niki című, Egy kutya története alcímmel megjelent kisregénye az 1955-ös esztendő utolsó hónapjaiban készült, a Simon István és Bodnár György szerkesztésében kiadott Új Hang című irodalmi folyóirat 1956-os évfolyamának júniusi és júliusi számában (tehát két részben) jelent meg, majd még 1956 őszén a Magvető kiadó kisregénysorozatában került könyv alakban az olvasó elé. Ezt a kiadást később, már az író kiszabadulása és az irodalmi életbe történő visszatérése után számos újabb követte. Időközben a kisregény az angol, a francia, a német és az olasz olvasóhoz is eljutott, sőt szerepe volt abban, hogy Déry Tibor írásműveire felfigyelt a nyugati szellemi élet, és megindult külföldi sikersorozatuk az ötvenes évek végén és a hatvanas években. A szerzőt még irodalmi Nobel-díjra is felterjesztették. Írása a középiskolai tananyag része, szerepel a kötelező vagy ajánlott olvasmányok között is.

## Szereplők
- Niki – foxterrier-keverék kiskutya
- Ancsa János – mérnök
- Ancsa Jánosné – a felesége
- Jegyes-Molnár Vince – a mérnök barátja
- Patyi András – társbérlő Ancsáék pesti lakásában
- Patyi Andrásné – a felesége
- A horthysta ezredes – Niki előző gazdája

## Történet
Ancsa János, a salgótarjáni bányászcsaládból származó, ötvenéves mérnök és tanár, valamint a negyvenötödik életévét betöltött felesége Csobánkán él két bérelt szobában. Egyetlen fiuk Voronyezsnél elesett. 1948 tavaszának egyik napján egy foxterrier-keverék kutya állít be hozzájuk vacsoraidőben, majd ugyanúgy másnap is. Harmadik napon már vacsora előtt megérkezik, és a rákövetkező napokban percre pontosan megjelenik a házaspárnál. Egy idő elteltével a Pestről hazaérkező mérnököt már a buszmegállóban várja, és vidáman, nagy ugrásokkal köszönti.
Mivel nem az övék a kutya, eleinte nem nagyon akarják, hogy hozzájuk szokjon, ezért egymás között hol „per kutyának”, hol „per foxinak” szólítják. Egy ideig azután is, hogy megtudják, a kutya neve: Niki. Azt is kiderítik, hogy a gazdája egy horthysta ezredes, aki már nyugdíjaséveit tölti. Az ezredes a házuktól háromháznyira lakik, azonban a kutyát, úgymond, megőrzésre kapta.
Nem sokkal később a házaspár észreveszi, hogy az állat viselős. Ekkor Ancsa megpróbálja elzavarni, ám ez nem jár sok sikerrel, mivel a mérnök nem alkalmaz erőszakot, és csak verbálisan igyekszik érvényt szerezni akaratának. A kiskutya ezt nem tudja mire vélni, de kitartóan visszatér, sőt a buszmegállóban a férfit is ugyanúgy várja, annak ellenére, hogy a ház udvarának kapuját bezárják előtte. Aztán három napra eltűnik, de a negyedik napon újra megjelenik Ancsáék házánál, hogy a mérnöknének megmutassa magát, valamint visszanyert karcsúságát. A bemutató után visszaszalad kölykeihez. A következő napon Ancsáné abbéli szándékkal keresi fel az ezredest, hogy megveszi tőle a kutyát, azonban az nem hajlandó eladni a kommunista Ancsáéknak (Ancsa János még a proletárdiktatúra alatt lépett be a kommunista pártba, mégpedig az elsők között, 1939 végén pedig a Szociáldemokrata Párt tagja lett). Azt állítja, hogy már másnak ígérte, a kölykeit pedig már „elemésztették” egy kivétellel, de már annak is talált gazdát, akinek odaajándékozza.
Miután a parasztgazdától, akinek az ezredes odaajándékozta, tíz forintért megvásárolják, viszonyuk Nikivel meghittebbé válik. Ez még inkább elmélyül, amikor új gazdája először szólítja nevén. A házaspártól csak szeretet kap, nem bántalmazzák sem verbálisan, sem fizikailag, és szabadságát nem csonkítják meg azzal, hogy magukhoz veszik. Azonban betartatnak vele bizonyos alapvető szabályokat (nem „koldulhat”, amikor gazdái esznek, nem vadászhat a háznál lévő baromfiakra, nem hempereghet állati hulladékban), amelyeket viszonylag gyorsan magáévá tesz.
Nem sokkal Niki kölykeinek megszületése előtt Ancsát kinevezik a Bányagépgyár vállalatvezetőjévé, és a munkakör betöltéséhez kiutalnak számukra Pesten egy lakást. Elhatározzák, hogy kedvencüket is magukkal viszik, és így is tesznek, amikor október első felében felköltöznek Jászai Mari téri otthonukba. A kutya lassan szokja meg a számára teljesen idegen világot, a beszűkült életteret, valamint a sétáltatáshoz gyakran használt pórázt. Ancsát kis idő elteltével felfüggesztik állásából, miután fegyelmi úton eltávolít a gyárból egy sikkasztáson és lopáson ért munkáskádert, így több időt tud kutyája nevelésére fordítani. Gyakran viszi sétálni a Duna-partra, ahol többször is csatlakozik hozzájuk a mérnök gyerekkori ismerőse, Jegyes-Molnár Vince, aki korábban sokáig dolgozott a keze alatt, és a Bányagépgyárban újra egy helyütt dolgoztak. A kutya a nagydarab, hallgatag férfit csak lassan szokja meg, sőt még egy ízben meg is ijed tőle, amikor az a füleit mozgatja.
Még az év novemberében Ancsa új állást kap egy kisebb újpesti gépgyárban, számára alárendelt posztba: annak ellenére, hogy bányamérnök, gépészmérnöki feladatokat bíznak rá. Új állása miatt, ez időben, Nikivel gazdasszonya foglalkozik többet (annak ellenére, hogy a pártszervezet megbízásából népnevelői körutakra jár, vagy az MNDSZ-ben végez kisegítő irodai munkát, mivel egészségi állapota miatt nem mer komolyabb hivatalt vállalni).
A következő év márciusában Niki tüzelni kezd, így amikor az asszony sétáltatja, magával viszi férje egyik esernyőjét, hogy elzavarja azokat a bátrabb „udvarlókat”, akiket kistestű kutyája már nem tud távol tartani önnönmagától.
Május végén a mérnök azzal a hírrel tér haza, hogy a külügyminisztert letartóztatták. Emiatt és azért, mert hiába kérvényez minősítésének megfelelő munkakört (amit nem kap meg, ellenben egyik vállalattól a másikig helyezgetik), rosszkedvűség hatja át, melyet súlyosbít, hogy időközben több más párttagot is letartóztatnak, és többeket ki is végeznek. Hangulatát nemcsak felesége, de Niki is megérzi, ráadásul utóbbinak folyamatosan meg kell küzdenie a városi élet nehézségeivel. Míg Csobánkán teljességgel szabadon élt, a városban kötöttségekhez kell alkalmazkodnia, valamint ahhoz, hogy egyre kevesebbet sétálhat, mivel Ancsánét betegségek gyötrik. Hogy ne unatkozzon, egy labdát kap gazdáitól, melynek üldözése legkedvesebb időtöltésévé válik, még azután is, hogy a játékszer kilyukad és leereszt. Gazdáihoz egyre nagyobb szeretettel viszonyul, boldogsága akkor a legnagyobb, amikor kettejükkel együtt van. Ez a boldogság azonban nem sokáig adatik meg számára, Ancsa Jánost 1950 augusztusában letartóztatják. A hivatalában, ahova aznap reggel indult, semmit nem tudnak sorsáról, ahogyan munkahelyén sem. Ancsáné egy évig semmit sem tud férjéről, aki nélkül az ő és kutyája életkörülményei jelentősen romlani kezdenek. Amellett, hogy azt a tanácsot kapja, hogy férjét ne keresse, munkáját sehol sem fogadják el, így takarításból, később pedig otthoni bérmunkákból igyekszik fenntartani önmagát, és az egyetlen hozzá közelálló lényt, Nikit, akit minden nehézség ellenére megtart. Hogy a kisállat gazdája utáni sóvárgását csillapítsa, fekhelyére teríti annak utoljára viselt hálóruháját. Ennek ellenére egy éjszaka folyamán a kutya vonítását csak úgy tudja lecsillapítani, hogy magához veszi az ágyába, mivel szomszédai, férje helyzete miatt (a kéretlen tanács nyilvánvalóvá tette számára, hogy hitvese az államvédelemnél van) rossz szemmel tekintenek rá, igyekszik észrevétlen maradni a házban.
Helyzetüket még inkább súlyosbítja az a körülmény, amikor egy sétáltatás alkalmával Nikit sintérek kezdik üldözni, akiktől az asszony csak úgy tudja megszabadítani kutyáját, hogy lefizeti őket.
Nem sokra rá felhívják a körzeti pártszervezetbe, ahol azt kérdezik tőle, nem gondolja-e, hogy el kéne válnia a férjétől. Pár hét múlva egy négytagú családot utalnak be társbérlőként a lakásába. Ő és Niki ekkor ismerkedik meg Patyi Andrással, a Ganz Villany műszerészével, valamint annak családjával. Miután összebarátkoznak, a férfi és felesége gyakorta elkíséri őket sétájukra. Az időközben testileg leromlott kutya ilyenkor jobban élvezheti a játékot, mivel az erős férfikéz messzebbre tudta neki hajítani a köveket, mint a törékeny, beteges asszony. Mivel lelkileg erőre kap a tudattól, hogy férje él, és írni fog neki (ezt Jegyes-Molnár intézte el, aki csak fél évvel a történtek után értesül barátai helyzetéről), a sétáltatások gyakoribbakká válnak. Ezzel, és azzal, hogy sokat „beszélget” Nikivel, igyekszik életkedvéből részesíteni őt. Helyzetükön nem csak Jegyes-Molnár igyekszik könnyíteni, hanem Patyi András is, aki munkahelyén rendszeresen szóváteszi körülményeiket. Érvelése az, hogy egy politikai bűnösséggel gyanúsított férfi feleségét valóban éhhalálra kell-e ítélni a szocializmus érdekében, holott ő maga ártatlan.
Egy nap Patyi részegen megy haza, és az örömében eléje szaladó kutyának fájdalmat okoz, amely miatt másnap bocsánatot akar kérni annak gazdaasszonyától, de a korábbi viszony nem áll helyre közöttük. Mint kiderül, azért itta le magát, mert beosztották propagandistának a III. Békekölcsön jegyzéséhez, amelynél azt a feladatot kapta, hogy az életszínvonal emelkedéséről meggyőzze a népet. Ennek ellenére Niki megbocsátaná az esetet, de a nő nem ereszti ki a hazatérőhöz. Valójában bántja, hogy a kutya immáron a társbérlőt várja úgy haza, mint egykor a férjét.
Jegyes-Molnár egy napon meglepetést szervezve, oldalkocsis motorján leviszi Ancsánét és Nikit Csobánkára, amely a kisállat utolsó jó napja lesz. A nap számára örömmel telik el, igyekszik minden emlékét felidézni. Ebbe beletartozik az is, hogy megkerget egy nyulat, mint annak idején tette azt, amikor gazdáival sétált itt. A nyúlvadászat ugyanúgy sikertelenül végződik, ezúttal amiatt, hogy hamar elfárad.
A kirándulás után Ancsáné elhatározza, hogy bepároztatja Nikit, azt gondolván, hogy az anyai örömök visszaadják a kutya életkedvét. Ám erre már nem kerül sor, mivel az állat megbetegszik, meghűl. Ebből ugyan két nap alatt kigyógyul, de valamilyen „kór” miatt állapota egyre rosszabbá válik. A nő kétszer is megpróbálja kideríteni, mi baja. Egyik alkalommal az állatorvosi főiskolára akarja vinni, de Niki ellenállása miatt ez nem sikerül, a karjából kiugorva rosszul esik és beüti oldalát. Miközben vinnyogva fekszik a földön, egy nő érkezik oda hozzájuk, aki kalitkában egy papagájt cipel. A madár a kutya látványára szinte önkívületi állapotban azt kezdi el rikácsolni, hogy „Meghalt az édes… meghalt az édes, édes, édes!” A nő hazaviszi a kutyát, aki bevonul a szekrény alá, ahonnan nem jön elő többet. Másnap Patyiék egy barátja, egy állatorvos próbálja megvizsgálni, de nem tudják Nikit kicsalni a szekrény alól. Azt pedig, hogy bottal zavarják ki onnan, az asszony határozottan elutasítja. Niki hamarosan elpusztul, gazdasszonya úgy véli, halálát a szabadsága és gazdájának elvesztése okozta. A halálát követő napon a mérnök hazatér, de kutyájának már csak a holtteste fogadja. Kiderül, nem tudta meg letartóztatásának és szabadon bocsátásának az okait. Elhatározzák, hogy Nikit eltemetik, emlékül pedig elteszik egyik kedvenc elfoglaltságának kellékét, egy követ.

## A mű háttere és jellemzése(Élet a zsarnokság szorításában)

### A lelkiismeret lázadása
Déry kisregénye korszakot jelöl. Először abban az értelemben, hogy a huszadik századi magyar társadalom történetének egy rendkívül válságos időszakában keresi a közösségi tapasztalatok magyarázatát és a válság feloldásának lehetőségét. Másodszor pedig az író személyes eszmei és művészi fejlődésében. E kisregény lapjain összegződnek ugyanis felismerései, töprengései és ítéletei, és válik érvényessé egy művészi forma, amely hosszabb kísérletezés révén jött létre, egyszersmind a további törekvések kezdete lett.
A Niki mintegy a végső eredménye annak a küzdelemnek, amelyet az író a magyar társadalomnak és közéletnek a diktatórikus rendszer okozta eltorzulásával folytatott. Ez a küzdelem valójában a 'Felelet című regény második kötetében már feltűnt, midőn az író elutasította az emberi személyiség gátlástalan korlátozását és dogmatikus manipulálását. Azonban csak az ötvenes évek novelláiban bontakozott ki, a Vidám temetésben, a Téglafal mögöttben, a Vendéglátásban és a Szerelemben. Déry a zsarnokság által okozott politikai torzulások és az általa bevezetett irodalompolitikai módszerek ellen lépett fel, egy demokratikus és humanista baloldali eszmeiség követelményeit kívánta érvényesíteni. Minél inkább napvilágra kerültek a Rákosi-féle vezetés bűnei, annál jobban érlelődött benne a tiltakozás és változtatás vágya. Gondolkodása és tevékenysége annak az embernek a morális drámáját szólaltatta meg, aki ragaszkodik a szocialista ideálok jegyében alakítandó társadalom humanisztikus küldetéséhez, hiszen ő maga is egy ilyen társadalomról álmodott, ugyanakkor elborzad attól az önkénytől, amelyet a kormányzásban kell tapasztalnia.
A gazdasági romlás, az önkényeskedés, a pártvezetők személye körül kierőszakolt kultusz végképp elidegenítette a diktatórikus berendezkedéstől és a kormányzattól, ezzel együtt hallotta meg a valóságos helyzet megismerésének és a felismert igazság megfogalmazásának parancsát. „Ellentéteimből” – írta 1956 tavaszán Útkaparó című publicisztikai válogatásának bevezetőjében –, melyeknek fojtása néha fájdalmasabb egy gyilkosságnál, egyre „világosabban oldódik ki egy nagy tanulság: az író mindenkinél jobban kötve van az igazsághoz.” A kommunista párt politikájának nyilvános bírálatát nem minden belső harc nélkül vállalta, mégis úgy érezte, lelkiismerete követeli meg a szembeszegülést. Ennek a lelkiismereti drámának volt eredménye a Niki is. A kisregény mutatta be összefoglaló módon az író közérzetét és a korszak terhes atmoszféráját; az ábrázolás intenzitásában fejezve ki egy különleges történelmi szituáció lényegét.

### Regény és valóság
Déry Tibor műve látszólag egy foxikutya élettörténetét mesélte el attól kezdve, hogy a kutya gazdára talált, egészen keserves és korai pusztulásáig. Az állat sorsának fordulatai mögött azonban ott pereg egy család, sőt az ország története. Ancsa mérnök, Niki gazdája, a soproni bányászati akadémia tanára, majd egy államosított nagyvállalat igazgatója régi kommunista, és önfeláldozó lelkesedéssel vesz részt az országépítés nagy művében. Tisztessége, elvi kérlelhetetlensége azonban nem bizonyult jó tőkének (személyi bosszú következtében), minthogy felfedezte és megtorolta egy enyveskezű „munkáskáder” visszaéléseit, egyre méltatlanabb munkakörökbe, végül börtönbe kerül, és csak hosszú évek szenvedései után szabadul, éppen akkor, midőn kutyája elpusztult a szekrény alatt. Az ő sorsából, valamint a regény mellékszereplőinek: az Ancsáné lakásába beköltöztetett munkásnak vagy a mérnök régi bányász barátjának történetéből a kommunista diktatúra korszakának alapvető politikai és erkölcsi konfliktusai bontakoznak ki. Elsősorban a fokozódó önkény példái, az országos némaság és képmutatás, a vezetés körében meghonosodott cinikus közöny, amely nem vesz tudomást az egyszerű emberek megpróbáltatásairól. A feszültségek között vergődő, válságos társadalmat azonban úgy ábrázolja az író, hogy elkerüli a harsány színeket, a „leleplező” publicisztika közhelyeit. A regény művészi hitelét a tartózkodás, az irónia és a tragikus érzés szerves egysége, az ábrázolás arányossága és ökonómiája teremti meg.
A kisregény úgynevezett „szerzői elbeszélés”, vagyis a történet krónikása, mesemondója beszéli el a cselekményt, jellemzi a szereplőket és kommentálja az eseményeket. Ez a szerző magával az íróval azonos, mint ahogy az Ancsa házaspárnak tulajdonított gondolatok is Déry Tibor gondolatai. Ezek az írói kommentárok – az ember és az állat viszonyáról, a természet értékeiről, a szabadság fontosságáról és hiányának gyötrelmeiről, a kiszolgáltatottság elviselhetetlenségéről és a szeretet vigasztaló erejéről – minduntalan átszövik és megszakítják az elbeszélést. A cselekmény és az esszészerű kommentár váltakozása bizonyos belső ritmust ad a szövegnek: a történelem- és erkölcsbölcselet magaslatára emeli a leszűrhető tanulságokat.
Az írói jelenlétet erősíti meg a szövegnek az a sajátossága is, miszerint a kisregény alig foglal magába párbeszédeket, vagyis a regényszereplők közölnivalóját, felismeréseit és következtetéseit szinte mindig úgynevezett „függőbeszéd” (mások szavainak nem szó szerinti idézése) és szinte sohasem „egyenes beszéd” (mások szavainak szó szerinti, idézőjelek közé zárt idézése) adja elő. „Egyenes beszéd” párbeszédes alakban csupán a történet záradékában fordul elő, midőn a rabságból hazatérő mérnök elmondja, hogy sem bebörtönöztetésének, sem szabadlábra helyezésének indokait nem közölték vele.

### Egy elbeszélő hagyomány

A szerző és kutyája (Petőfi Irodalmi Múzeum)

Déry Tibor „kutyaregényt” írt, és vállalkozásának kétségkívül volt személyes háttere. Az ötvenes években fogadta magához a Niki nevű foxikutyát, amely aztán az író és a család kedvence lett (Déry igen sok fényképen kutyájával együtt látható). 1953-ban Niki kölyköket hozott világra, és az író már ekkor azt tervezte, hogy kedvencének alakját valamilyen epikai munkában örökíti meg: ez született meg végül is a kisregény megírásával. Valójában már 1952 őszén is foglalkoztatta annak gondolata, hogy megörökíti kutyáját – emlékszik meg tanulmányában Mészáros István – ám akkoriban még nem volt közelebbi elképzelése, hogy milyen formában születik meg a mű, eredeti formája ugyanis kutyatörténet volt.
Az 1957-es esztendő elején Déryt őrizetbe vette a Kádár-kormány politikai rendőrsége, majd hosszú börtönbüntetésre ítélték, és mintha az élet igazolni akarta volna az irodalmat, Niki kutya 1957 őszén, viszonylag fiatalon, elpusztult. Déryvel kíméletből csak később közölték a hírt, erről 1968-ban írott Ítélet nincs című önéletrajzi regényében számolt be.
A kutyatörténetben szerepet kapó megfigyeléseknek, leírásoknak tapasztalati forrása és hitele van, kisregényével Déry ugyanakkor egy nagy múltú tematikus hagyományhoz is csatlakozott: követte, egyszersmind átalakította ezt a hagyományt. Mióta irodalom egyáltalán létezik, az állatok és közülük természetesen a kutyák gyakran kapnak szerepet versben és prózában, önálló „főszereplőként” vagy a regényhősök társaként. Már az indiai Pancsatantra állatmese-gyűjteményben az állatok „antropomorf” (azaz emberszerű) tulajdonságokkal vannak felruházva. Hasonlóképpen emberi tulajdonságokat, erényeket és bűnöket képviselnek az antik költők, így a görög Aiszóposz és a római Phaedrus, valamint a középkori mesék és legendák állatai. Az állatmese, az állattörténet ilyen módon allegóriává vált, és a mesék állatfigurái emberek helyett beszéltek, okoskodtak és cselekedtek. Ennek az allegorikus jelentésnek a keretéül szolgáltak a francia Jean de La Fontaine, az orosz Ivan Andrejevics Krilov és a magyar Fáy András állatmeséi.
A századvég, a századforduló után azonban az állattörténetek is sokat változtak, pontosabban egyrészt a kalandos irodalom, másrészt (az ezzel szoros rokonságot tartó) ifjúsági irodalom kedvelt témáját adták. Az első változat kiváló példái az amerikai neoromantikus irodalom nagymesterének, Jack Londonnak „kutyaregényei”: A vadon szava, A beszélő kutya, Az éneklő kutya, a másodiké pedig Fekete István népszerű kutyaregénye: a Bogáncs. A huszadik században is elterjedt állat- (kutya-) regényműfaj igazából szakított a hagyományos antropomorfizáló és allegorikus ábrázolásmóddal, és ehelyett inkább az ember és a kutya viszonyát próbálta bemutatni, méghozzá általában oly módon, hogy a civilizáció által formált és elrontott emberrel szemben a kutya a természetességet képviseli. Ennek a törekvésnek két jellemző példája lehet az a két irodalmi mű, amely különben nyilvánvaló hatást tett a Niki történetét elbeszélő Déry Tiborra is: Thomas Mann 1918-ban keltezett Úr és kutya című hosszabb novellája és Márai Sándor 1932-ben megjelent Csutora című regénye.
A német író, nem véletlenül, az első világháború utolsó évében, a német birodalmi gondolkodás és hagyomány közelgő összeomlása idején, azt vizsgálta, hogy miként válik valaki egy másik élőlény urává, és ez a viszony milyen belső konfliktusoktól terhes. Thomas Mann Bausán kutyája minden tekintetben alávetetten él, Márai Sándor Csutorája vele szemben lázadó, aki képtelen elviselni azt a rendet és fegyelmet, amit a polgári életforma jelent. Ezért „zendülővé” válik, mint az író nem egy regényhőse, amire viszont gazdája: az író „sértődöttséggel” válaszol, mint környezetének viselkedésére, alakulására maga Márai is. A kutya és az író együttélése ezért lesz lehetetlen, és végül Csutora fellázadva és vereséget szenvedve, megtörve és megszégyenülve elhagyja otthonát, és elindul ismeretlen végzete elé.
Déry Tibor kutyaregénye mindkét elképzeléssel számot vetett, és mindkettőtől különbözik, noha kétségtelenül akadnak hasonlóságok a Niki és a két másik mű között – így például Ancsáék kutyájának csobánkai „nyúlvadászata” emlékeztet Bausán nagy vadászjelenetére. A Déry-regény „hősének” alakja mégis egészen más jelképes jelentéseket hordoz: Niki nem az alávetettség és nem a zendülés szimbóluma, hanem a családias szereteté és természetes jóindulaté, a gazdái iránti őszinte odaadásé, amely éppúgy megszabja vidám, ámde túlságosan is rövid ifjúságát, mint szomorú hanyatlását és végzetét. Niki nem rab és nem lázadó, ellenkezőleg, csupa természetesség, csupa ártatlanság és csupa szeretet. Boldog lehetett volna maga választotta gazdáinál, szomorú sorsát a megrontott társadalom és az elfajult hatalom okozta, és korai halála válasz arra a kérdésre, amelyet az „ötvenes évek” tettek fel, nevezetesen: lehet-e, érdemes-e élni szabadság híján, nélkülözve a szeretet köznapi melegét.

### Természet és társadalom
Déry a kutya sorsára, az állat és gazdája kapcsolatára összpontosítja az események ábrázolását, a háttér rajzával és kommentárjaival egyszersmind teljes társadalmi panorámát készít, és ítéletet mond a korszak bűnei felett. A kommentárok, mondhatni, el vannak rejtve a kutya történetének és körülményeinek aprólékos rajzában. Megfontoltan hangzanak és nem idegen tőlük az irónia. A hatalommal való visszaélés társadalmi méretű bűnéről és ennek ellentéteként a kölcsönös jóakarat által vezérelt szelíd rendről például a következők olvashatók: „A hatalommal való visszaélés, e rákfenéje minden királynak, vezérnek, diktátornak, minden vállalatvezetőnek, osztályfőnöknek, titkárnak, minden pásztornak, tehén- és sertésgondozónak, minden családfőnek, minden nevelőnek, minden idősebb bátynak, minden öregnek és minden fiatalnak, kinek keze alá más lelkes teremtmények vannak alárendelve, az embernek ez a bűze, betegsége és fertőzése, melyet rajta kívül semmilyen vérengző fenevad nem ismer, ez az átok és káromlás, háború és döghalál ismeretlen volt Ancsáék házában. Niki szabadságát fölöslegesen nem csonkították meg. A fegyelem szelíd köre, melybe a közösség érdekében tapintatosan bevonták, áttetsző és áthatolható volt, minden pontján nyitva a felismerhető szükségszerűségek tág világa felé.” E kommentár stilisztikai megformálása, a terjedelmes nominális felsorolás látnivalóan társadalomkritikai képet ad; a kutya helyzetének meghatározásában pedig egy humánus politikai erkölcs rövid definíciója jelentkezik. Az állat sorsa és a társadalom sorsa ilyen módon mindvégig egymást tükrözi.
Párhuzamosan halad a kutya és az őt befogadó család sorsa is. Niki egy reményre biztató tavaszon szegődik az Ancsa házaspár mellé, midőn a mérnök és felesége még töretlen hittel bízott abban, hogy az ország elindul a társadalmi igazságossághoz és a jóléthez vezető úton, és öntudatosan vállalták a nagy közös munkában rájuk váró feladatokat. Ahogy azonban beköltöznek a városba, elérkeznek a ködös őszi napok, a kutya és gazdái életében egyaránt fordulat következik: a városi élet Nikit megfosztja a természet adta szabadságtól, a mérnöknek pedig tapasztalnia kell, hogy a nagyralátó tervek és a szorgos köznapi munka mögöttes terében valamilyen sötét szándék működik. Ahogy azután a mérnökre és feleségére rázuhannak a megpróbáltatások, úgy válik a kutya is mind boldogtalanabbá.
Sorsuk alakulása szinte egymás tükörképe lesz, és a kutya közérzetének romlása mintegy előrevetíti a mérnök helyzetében bekövetkező változásokat. Midőn Ancsának rá kell döbbennie arra, hogy az általa is támogatott hatalom különös játékot folytat, és ezért kedélye elborul, a kutya éjszakái is nyugtalanná válnak: „Újabban – olvasható a regény egy helyén – a mérnök nemegyszer hangosan nyögött és beszélt álmában, ilyenkor a szomszéd szobában Niki felült, és panaszosan vonítani kezdett. Ancsáné így tudta meg, hogy urának ismét nyugtalan álmai vannak.” A mérnök elhurcolását követő időben aztán a kutya is veszélybe kerül, egy alkalommal sintérek próbálják elfogni, és csak az utca népének felbőszült indulata menti meg, minthogy a járókelők szinte a gyűlölt hatalommal azonosítva a pecéreket, a kutya és Ancsáné pártjára állnak. A bizalom és a csalódás, az öröm és az üldöztetés egyformán és egymással párhuzamosan jut ki a kutyának és gazdáinak.
Niki alakjának ilyen módon jelképes értelme van, sorsának fordulatai az emberi történelem fordulataira világítanak. Déry az állat természetességét, eredendő kedvességét és jóindulatát szegezi az elvadult emberi viszonyokkal szembe; a kutya alakja a természetes „emberi” normák: a hűség, a jóakarat, a szeretet mértéke lesz. Ugyanakkor létezésmódja: a kiszolgáltatottság, a függőség, az idegen akaratnak való alávetés is példázatos erejű. „Az embertől való teljes függésében – olvasható – Niki hasonlított azokra a rabokra, akik nem tudják, hogy miért zárják őket börtönbe, és meddig tartják ott őket, vagy azokra a vállalatvezetőkre, akik kinevezésük pillanatában nem is sejtik, hogy meddig maradnak a vállalat élén, vagy azokra az írókra, akik nem tudják, hogy miért írják azt, amit írnak, vagy azokra az olvasókra, akik nem tudják, hogy miért olvassák el.”
Csakhogy Niki függőségét a kölcsönös szeretet enyhíti, sőt teszi lényegtelenné, az a szeretet, amelyet gazdái iránt érez, és amellyel őt gazdái veszik körül. Helyzete így nemcsak példázata, hanem ellenképe is az emberi viszonyoknak, amelyek nélkülözik a kutya és gazdái között kialakuló méltányosságot és jóindulatot. Végül Niki pusztulásának is példázatos értelme van: arra utal, hogy egyszerű és védtelen élete miként sorvad el a föléje növő hatalom értelmetlen nyomása alatt, és hogy ez a pusztulás jóvátehetetlen marad.
Niki sorsa tragikus és emberi tragédiákra utal. Az Ancsáné körül szövődő emberi közösség (a mérnök barátja, a társbérlők) azonban az együttérzés és az emberség szép példáit mutatja fel, és ezek a példák azt tanúsítják, hogy az emberi szolidaritás humánus eszménye töretlen maradt. Az újrakezdés, a bizalom lehetőségét sugalmazza a kisregény befejezése is: az asszony megőrizte hűségét, életelveit, a mérnök hazatér, az élet új fejezetet kezd a szenvedések és megpróbáltatások után. A kutya végzete azonban eközben beteljesedett, és ez arra utal, hogy az újrakezdésben ott rejlenek a tragédiák, a jóvátehetetlen sérülések nyomai és emlékei: vannak veszteségek, amelyeket nem lehet jóvátenni. Mégis az újrakezdés lehet a jövő és a remény záloga: a Niki írója fájdalommal ábrázolta a szenvedést és pusztulást, de még őrizte a reményt.

### Regényszerkezet és érzelmi szerkezet
A regény szerkezetét az események időrendje szabja meg: 1948 tavaszától, midőn Niki kutya az Ancsa házaspár csobánkai kertjében megjelenik, és mintegy kiválasztja őket gazdáinak, 1953 késő nyaráig, midőn a kutya életútja a végéhez érkezik, és gazdája háromesztendős fogság után váratlanul hazatér. Ezt az alig több mint ötéves időszakot jól tagolják az ország politikai életének változásai, illetve azok az események, amelyek tulajdonképpen a politikai változások közvetlen hatására az Ancsa család életében bekövetkeztek. A környező világ és hatására a család belső élete fokozatosan romlik meg: az 1948-as csobánkai tavasz felhőtlen boldogsága és távlatos reményei után a budapesti letelepedés kisebb-nagyobb gondjai következnek, majd a politika horizontjának gyors elsötétedését követve a házaspár élete megtörik, a mérnök letartóztatása után pedig tragikus mélységekbe zuhan. Az Ancsa család süllyedő sorsát az országra nehezedő hatalmi nyomás határozza meg, és a kutya egyéni élete, kedélye és egészsége nyomon követi gazdáinak lehanyatló életét.
Az eseményeknek, az emberi sorsoknak és Niki sorsának ezt a hanyatló ívét rajzolja meg a kisregény rendkívül arányosan létrehozott epikai szerkezete. Mint Vasy Géza rámutat, az író tizenhárom „fejezetre” tagolja művét (igaz, az egymást követő részeket tipográfiailag csak egy-egy sorköz választja el egymástól). Ez a tizenhárom „fejezet” három nagyobb szerkezeti egységet alkot, ezeket egy-egy, a kutya életében is tragikus fordulatot előidéző esemény választja el egymástól: az első a fővárosba költözés, a második a mérnök letartóztatása. Az első részt négy, a másodikat öt, végül a harmadikat ismét négy „fejezet” alkotja. Az első két rész nagyjából egyenlő terjedelmű, ezeket rövidebb, pergő eseményekben gazdagabb „fejezetek” alkotják, a harmadik rész elbeszélő tempója lassabb, terjedelme ugyanakkora, mint a két első részé együttesen, hosszabb a történés ideje, hosszabbak a cselekményhez fűzött írói kommentárok. A korábbi jól megfigyelhető kronologikus rendet inkább az asszony és a kutya szomorú sorsának állapotrajza váltja fel.
Ugyanekkor ebben a harmadik részben található az a két epizód is, amely nemcsak az elhagyatott asszony és az elárvult kutya kilátástalan sorsát mutatja meg, hanem jelképes módon az ország végzetére is utal. A sintérek megjelenése és kíméletlensége, majd az állatorvosi főiskola rendelője előtt megjelenő asszony papagájának hisztérikus jelenete: az első az erőszak barbár világát, a második a rabság romboló hatását példázhatja. Mindkét jelenet emlékezetes módon idéz fel egy világot, amelyben érvényüket veszítik a létezés alapvető értékei. Abszurditásukkal már az író későbbi nagy antiutópiáját, a kommunista diktatúrák lényegét leleplező G. A. úr X.-ben című regény szemléletét előlegezik.
A Niki három szerkezeti egysége egyszersmind bizonyos szemléleti és érzelmi rendet is kialakít. Az első rész, amely mindvégig a természetben játszódik, valójában idill: az Ancsa család bizakodik, mert úgy érzi, hogy egy nagyszabású, történelemformáló vállalkozás részese, ahogy az író mondja: a mérnök „emberszeretetét és mérnöki fantáziáját egyképp buzdította az új társadalomépítés”, a kutya pedig boldog, mert végre igazi gazdáira talált, akik „szabadságát fölöslegesen nem csonkították meg”, és ezért „úgy látszott szívesen beilleszkedik az emberi erkölcs szelíd világába”. A történet második részében, a fővárosba költözés után eltűnik az idill, és kezdetét veszi valamiféle mind kilátástalanabb küzdelem: a mérnök azért harcol (önmagával is), hogy megőrizze az új társadalomba vetett hitét, és képzettségének megfelelő álláshoz jusson, a kutya pedig azért, hogy a városba költözéssel elveszített természet és elemi szabadság helyett gazdáinál, az ő szeretetükben találjon megnyugvást és érzelmi kielégülést. Végül a kisregény harmadik részét tragikus érzület és légkör hatja át: a mérnök ártatlanul börtönbe kerül, felesége egyedül marad, küszködnie kell, Niki sorsa pedig végképp megtörik, napról napra közeledik szomorú végzete felé. A történet érzelmi ívét ez a fokozatos hanyatlás szabja meg, az életerőt felemésztő és az értékeket elpusztító folyamat, amelynek medrében az idillből tragédia lesz.
A regénynek az idill magasából a tragédia mélységébe süllyedő érzelmi világát egy rondószerűen visszatérő motívum jellemezheti igazán. A Niki írója, mint Egry Péter két modern író: Franz Kafka és Marcel Proust Déryre tett hatását vizsgálva megállapította, több alkalommal is igénybe vette az ilyen rondószerű epikai megoldásokat.
A kutyaregénynek is van egy igen hangsúlyos motívuma, amely aztán rondószerűen megismétlődik a történet vége felé. Még a csobánkai szép napokban Niki megkerget egy nyulat, amely ugyan könnyedén megszabadul a tapasztalatlan fiatal kutyától, a rohanás és az üldözés szinte sportszerű élménye a vadászó állatot mégis boldogsággal tölti el, hiszen erejét és fiatalságát tehette próbára ennek eufórikus perceiben. A jelenet öt esztendő múltán megismétlődik: a Jegyes-Molnár kezdeményezésére tett csobánkai kiránduláson a kutya ismét összeakad egy nyúllal, az üldözést azonban csakhamar fáradtan, elgyötörten fel kell adnia. „A két vadászat között – olvassuk – mindössze öt év telt el, és Niki mintha ötvenet öregedett volna”. Ezután kezdődik végső betegsége, koravén eltompulása, mintha a megismételt nyúlvadászat során szerzett volna bizonyságot arról, hogy életével immár le kell számolnia.
A regény cselekménye történelmileg és lelkileg megszabott egyenes ívben halad, az események az idősorrendet követik. Ám mint Tamás Attila rámutatott, emellett a hagyományosnak mondható időszerkezet mellett a regénynek van egy másik idősíkja is. A kutyának természetesen más képzetei vannak az időről, mint az embernek: Niki örökös jelenben él, amelyből alig van rálátás a múltra, és egyáltalán nincs a jövőre. Ahogy Dérynél olvassuk: Niki „egy olyan jelenben élt, mely határok nélkül nyúlt át a múltból a jövőbe”. Erre utal például az, hogy gazdáinak alkalmi távozását mindig végérvényesnek hiszi, és úgy búcsúztatja el a távozót, mintha mindörökre el kellene válnia tőle.
Nemcsak a kutya sajátos nézőpontjából tágul ki így a jelen, hanem gazdáinak nézőpontjából is: az a cselekvés nélküli, reménytelen létezés, amelybe sorsuk taszította őket, szinte megszünteti a jövőt, és mindig különleges intenzitással tölti meg az éppen adott pillanatot. „A mű sajátos időviszonylatai – állapítja meg Tamás Attila – nem annyira egy általános relativitásélmény hordozói. Nem olyan ember szemlélete nyer bennük kifejezése, aki már csak a belső időre akar koncentrálni, minthogy elvesztette megbízható kapcsolatát a külsővel, vagy mert azt éppenséggel érdektelennek tartja. Az itt megfigyelhető időszemlélet lényege abban ismerhető föl, hogy Déry itt – tűnődő játékossággal – mintegy a végtelenbe tágítja a pillanatot.” A pillanatnak ezt a végtelen kitágulását igazából a rendkívüli élethelyzet okozza, az önmagából kifordult történelmi idők, amely éppúgy megnöveli a boldogabb percek súlyát, mint a fájdalomét és a félelemét. És a maga esendőbb, veszélyeztetettebb módján ezt kényszerül átélni, megszenvedni a kutya is.

### Irónia és elégia

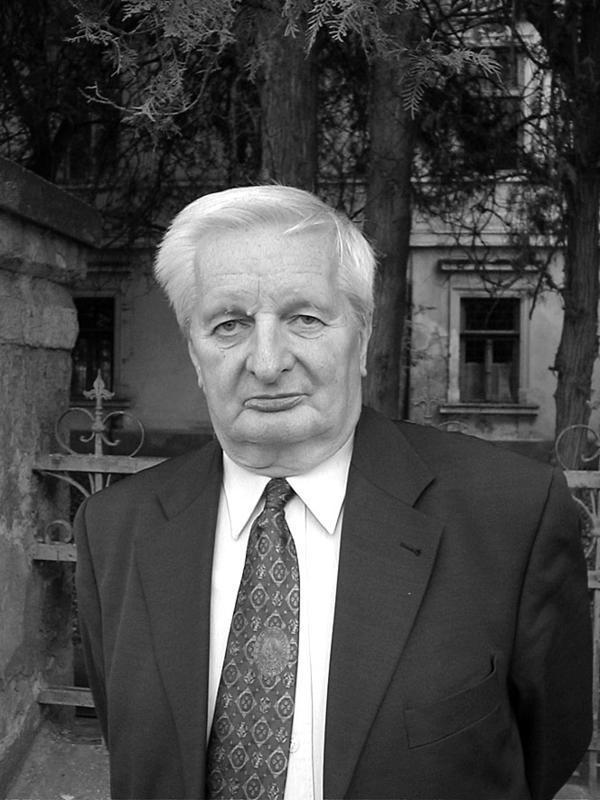
Pomogáts Béla irodalomtörténésznek több helyen is megjelent a Nikiről szóló, Élet a zsarnokság szorításában című írása

A regényíró elutasítja az embertelen korszakot, amelyben hőseinek élniük kell, egyszersmind, a regény zárójelenetének tanulsága szerint, reménykedik is: abban, hogy az elkerülhetetlennek érzett változások majd enyhítenek a lélek sérülésein, és egyszer talán az emberi élet természetes rendje is helyreáll. Az elutasítás és a reménykedés kettős írói gesztusát fejezi ki a kisregény iróniája. Az iróniának mindig kettős forrása van: az ironikus író elutasít és elítél valamit, amelyet nem tud megfeleltetni a humanizmus követelményeinek, ugyanakkor vállal valamit, elkötelezettséget érez egy olyan elv iránt, amely a humánus élet biztosítéka lehet. Déry is így ítélte el az önkényt és a törvénytelenséget, ám továbbra is fenntartotta humanista meggyőződését, az értelmes társadalmi rendbe vetett hitét. Ezt a kettősséget fejezte ki az irónia, amely bőven átszövi a regény anyagát, különösen azokat az írói kommentárokat és reflexiókat, amelyek a hatalom működését és intézkedéseit és a hatásukra megromlott közéleti erkölcsöket, emberi magatartásokat veszik célba. Az irónia azonban mindezeknél átfogóbban, mélyebben is érvényesül, az írói látásmódban, a valóság szemléletében. A Niki iróniája az objektív ábrázolás és a reflexív-kommentatív stílus egységében ölt alakot. Az írói objektivitás kendőzetlenül mutatja be a köznapi eseményeket, a kommentár pedig ezeknek az eseményeknek az értelmére és értékére világít rá.
Az ironikus ábrázolás nem volt új vívmánya Dérynek, korábban is élt vele, például Pesti felhőjáték című regényében vagy A portugál királylány című kötet elbeszéléseiben. Az ironikus forma mégis az ötvenes évek közepén került művészetének centrumába. Innen, a Nikitől indult az az út, amely majd A kiközösítőhöz az Ítélet nincshez vagy a Kedves bópeerhez vezetett.
A regényíró a hatalmat, a társadalmat és az emberi erkölcsöket ironikus távolságtartással ítéli meg, ezzel szemben a mérnök családját és a kutyát elégikus érzéssel közelíti meg. Az elégia mindig az elveszített, lerombolt és már helyre nem állítható értékeket idézi fel és gyászolja meg. Ezeket az értékeket, a minden élőlényhez méltó szabadságot, a belátó szeretetet fejezi ki Niki alakja és az a kis közösség, amely befogadta őt, amelynek része lett. A mérnök elhurcolásával, az asszony árvaságával és a kutya pusztulásával ezek az értékek sérültek meg, hiszen Niki azért választotta a halált, mert „nem akart tovább úgy élni, ahogy élt”. „A szabadság hiányzott neki, gondolta az asszony. A szabadság, melyhez hozzátartozik, hogy maga választotta gazdájával, a mérnökkel élhessen.” A kutyának azért kellett korán és méltatlanul elpusztulnia, mert egy kíméletlen hatalom összetörte az élet, minden élet természetes rendjét, értékét és kereteit.

## Az igazi Niki
Déry és második felesége, Oravecz Paula, 1949. május közepétől szeptember elejéig egy kis kerti lakot béreltek Csobánkán, a Fő utca 55. szám alatt, ahol mindketten keményen dolgoztak. Déry a Felelet első kötetét, felesége a Kócos című regényét írta. A következő évben is kibérelték a házat a tulajdonosnőtől, Exler Erzsébettől. Az elvonulásuk nyarán csatlakozott hozzájuk Niki, akit aztán budapesti otthonukba is magukkal vittek. 1953-ban Niki kölyköket hozott világra, és az író már ekkor azt tervezte, hogy kedvencének alakját valamilyen epikai munkában örökíti meg: ez született meg végül is a kisregény megírásával. Valójában már 1952 őszén is foglalkoztatta annak gondolata, hogy megörökíti kutyáját – emlékszik meg tanulmányában Mészáros István –, ám akkoriban még nem volt közelebbi elképzelése, hogy milyen formában születik meg a mű, eredeti formája ugyanis kutyatörténet volt. Feleségével való levelezéséből kiolvasható, hogy a kutya 1955 februárjában egészséges volt.
Déry és Oravecz 1954. február 24-én elváltak. Az író 1955-ben pedig már többé-kevésbé együtt élt leendő harmadik feleségével, Kunsági Mária Erzsébettel, és amikor Tihanyban tartózkodott, rábízta Nikit. 1955. május 16. és június 13. között Lukács György ábrahámhegyi villájában tartózkodtak. Ide elvitték Nikit is, ahol – ahogy az Déry édesanyjának írt leveléből kiderül – nagyon jól érezte magát. Feltételezhető, hogy gazdája ihletet merített kutyája hangulatából.
Déryt 1957. április 20-án letartóztatták, felesége leveléből tudható, hogy Niki májusban még egészséges volt, sőt júniusban Kunsági még pároztatással is próbálkozott – sikertelenül. A levelezésből kiderül, hogy még júliusban sem volt probléma a kutya egészségével, azonban augusztus közepén sárgaságot kapott, amiből sikerült ugyan kigyógyítani, viszont szeptember 9-én, délután hat órakor elpusztult. Levelében Kunsági azt írja, hogy „elaludt” a kezei között. Az író csak szeptember 21-én értesült kutyája haláláról. Utóbbi momentumról később Ítélet nincs című művének Az arányérzék hiányáról. A sors megtréfál fejezetében emlékszik meg Déry. Niki utódja már 1958 februárjában Déryék lakásában élt, és a Luca nevet kapta.

## Kiadások, megjelenések

Simon István

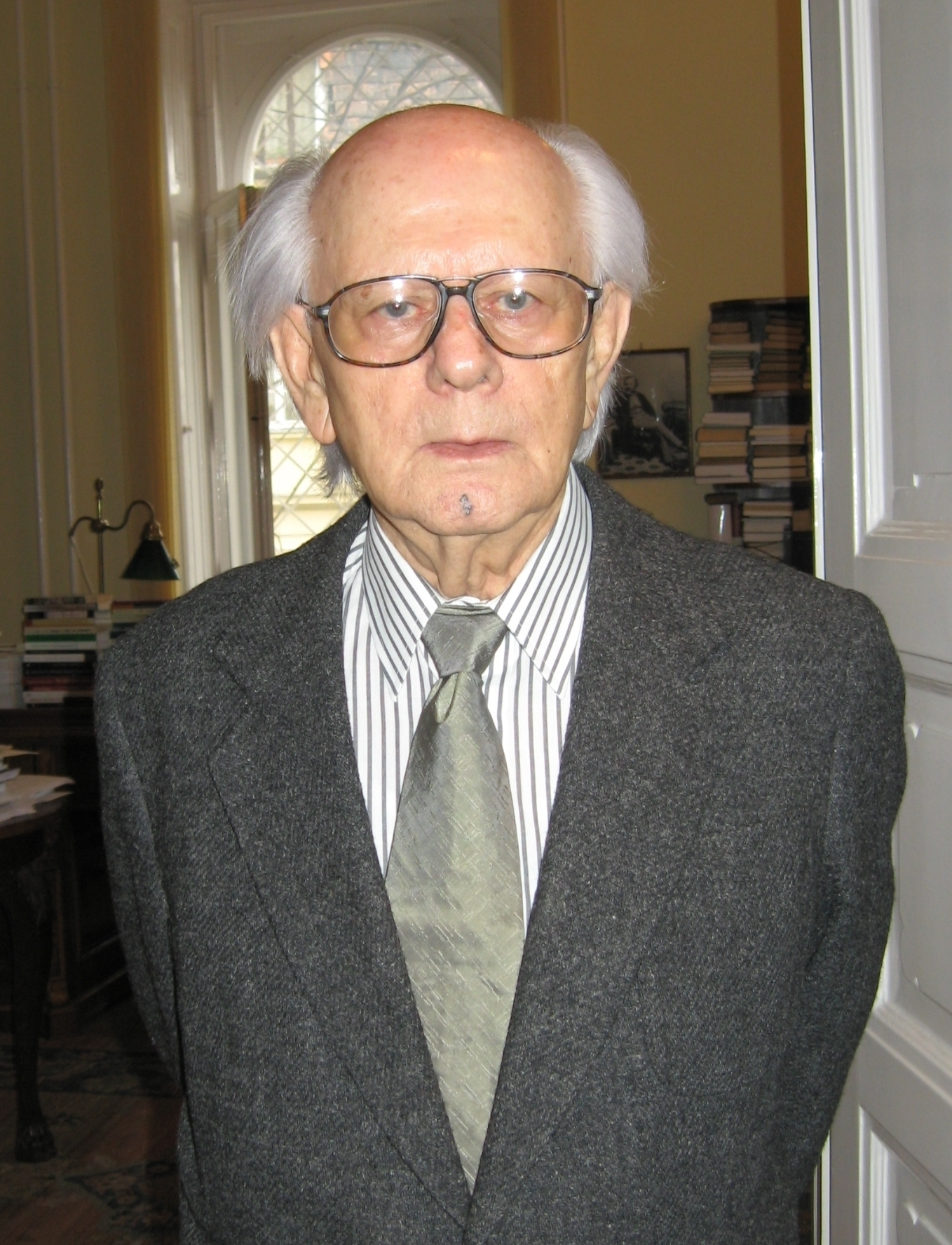
Bodnár György

Déry Tibor Niki című kisregénye az 1955-ös esztendő utolsó hónapjaiban készült el, a Simon István főszerkesztő és Bodnár György felelős szerkesztő szerkesztése alatt álló Új Hang című irodalmi folyóirat 1956-os évfolyamának júniusi és júliusi számában (tehát két részben) jelent meg először, bonyolult társadalmi-történelmi körülmények között, ellentmondásokkal terhelt légkörben, mintegy végső lecsapódásaként az író 1948-cal kezdődő, nyolcéves életszakaszának. Még 1956 őszén a Magvető Kiadó kisregénysorozatában került könyv alakban az olvasó elé, 10 150 példányban adták ki. Mindkét kiadásnak az elején szerepel mottó, de amíg a folyóiratéban a „Domitianust tehát, bár hirtelen haragú és éppen olyan zárkózott, mint amilyen engesztelhetetlen természet volt, Agricola józan, okos magatartásával szelídebbre hangolta, mert makacssággal s a szabad gondolkodás hiú fitogtatásával nem hívta ki maga ellen a végzetet a hírnév kedvéért.”, addig a Magvető-féle kiadásban a „[…] jóllehet Nerva Traianus napról napra gyarapítja korunk áldásait, és a közbiztonság ma már nemcsak jámbor reménység, óhaj, hanem ennek az óhajnak szilárd biztosítéka is van, mégis emberi gyarlóságunk miatt a jóvátétel, az orvosság lassabban hat, mint a betegség. Amiképpen testünk is lassan növekszik és gyorsan pusztul el, ugyanúgy a szellemet is könnyebb elnyomni, mint új életre hívni. […] Hát még ha meggondoljuk, hogy tizenöt év alatt, ami nagy idő az emberi életben, sokan a véletlen balesetnek, a legtehetségesebbek pedig az uralkodó kegyetlenségének estek áldozatul!” idézet olvasható. Mindkét idézet Publius Cornelius Tacitus Agricola című művéből származik. Déry az idézetek Szabó Árpád-féle fordításváltozatát használta. A két római császár egyike Domitianus (81–96) zsarnok és bürokrata volt, míg Traianus (98–117) megszilárdította a belső rendet, engedékeny volt a provinciákkal szemben. Vasy Géza irodalomtörténész G. A. úr X.-ben – és nálunk – Keletkezés-, kiadás- és fogadtatástörténeti vázlat című írásában kifejti, hogy ez a mottóváltoztatás arra utalhatott, hogy a mű készítése 1955 közepére datálható, és ezen év áprilisában váltották le Nagy Imrét, és szilárdult meg Rákosi Mátyás hatalma, akit azonban 1956 júliusában felmentettek tisztségei alól, ami reményt ébreszthetett arra, hogy enyhül a totális diktatúra. Vasy írásában feltételezi, hogy a második mottó ezt a reményt fejezi ki.
A Magvető-féle kiadást később, már az író kiszabadulása és az irodalmi életbe történő visszatérése után számos újabb követte, és időközben a kisregény az angol, a francia, a német és az olasz olvasóhoz is eljutott, sőt szerepe volt abban, hogy Déry Tibor írásműre felfigyelt a nyugati szellemi élet, és megindult műveinek külföldi sikersorozata az ötvenes évek végén és a hatvanas években.

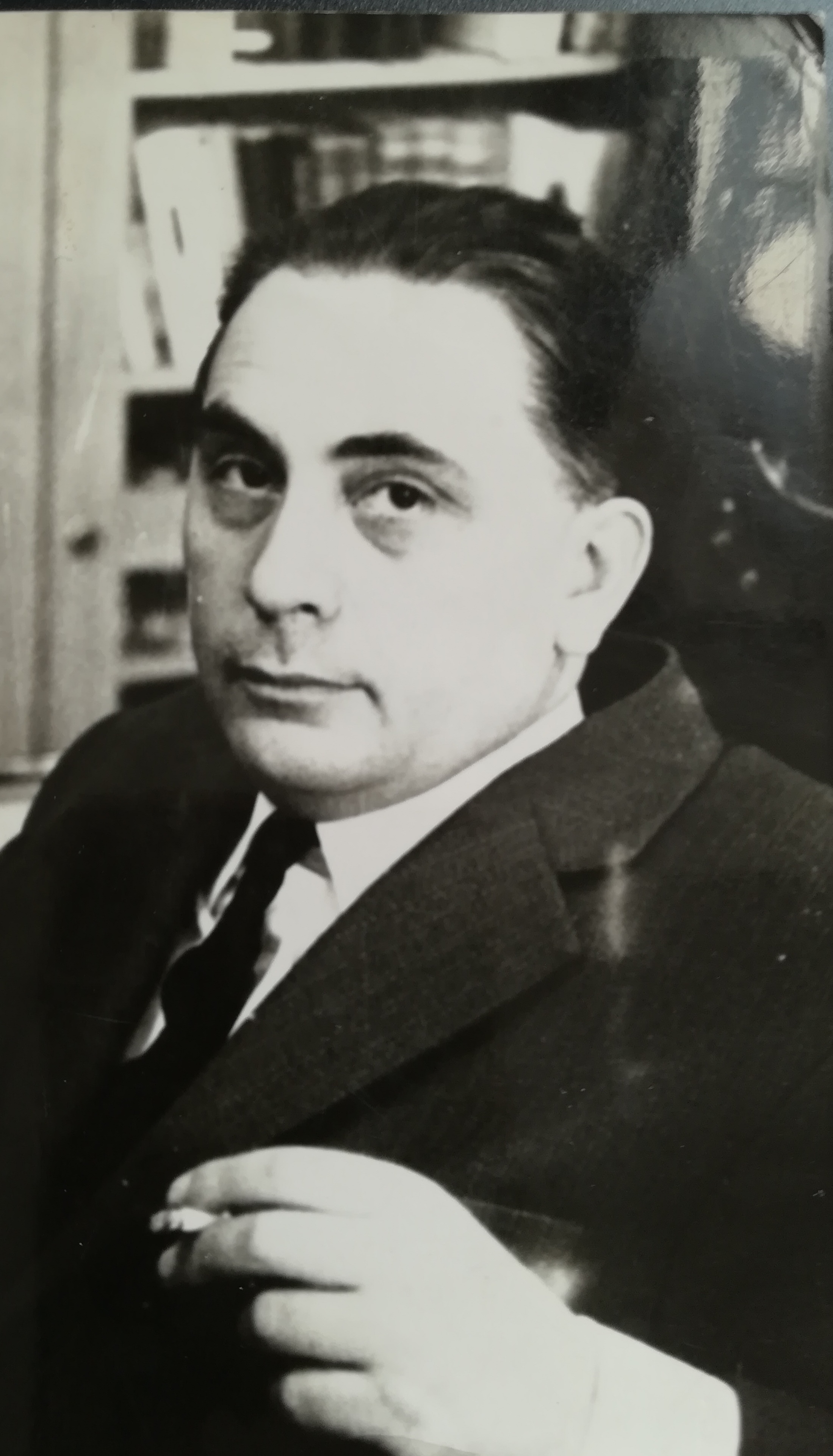
Bori Imre (A Niki „órája” című írása Szövegértelmezések című könyvében jelent meg)

Niki cím alatt a Szépirodalmi Könyvkiadó jelentette meg, a szerző két másik írásával (Szemtől szembe; Képzelt riport egy amerikai pop-fesztiválról) együtt. Szintén a Szépirodalmi kiadónál jelent meg 1967-ben, a Theokritosz Újpesten I–II. első kötetében. 1991-ben Újvidéken adta ki a Tankönyvkiadó Intézet szintén Niki címen, az író több szerzeményével, és Bori Imre utószavával.
A Móra Ferenc Ifjúsági Könyvkiadó három alkalommal (1979, 1982 és 1987) is kiadta Niki és más történetek, míg 1989-ben Niki s egyéb elbeszélések cím alatt.
1994-ben a Falukönyv-Ciceró Kiadó, Kereskedelmi és Szolgáltató Kft. a szerző két másik írásával Két asszony/Szerelem/Niki címen adta ki. A K.u.K. Kiadó pedig Niki címen És más történetek alcímen szintén 1994-ben. 1995-ben az Ikon Kiadó Kft. Matura Klasszikusok sorozatában jelent meg Niki/Szerelem címmel.
A Ciceró Könyvkiadó önálló műként 2003-ban Sulikönyvtár sorozatának részeként adta ki, két évvel később pedig a Két asszony/Szerelem/Niki című kötetben.
Középiskolai tananyag része, kötelező olvasmányként is.
A kisregényt több nyelven is kiadták, 1956 után komoly nemzetközi sikert ért el, Déryt még irodalmi Nobel-díjra is felterjesztették:
- angol: Niki: The Story of a Dog (Penguin Books, London, 1958);[83]
- cseh: Niki, příběh psa (Mladá Fronta, Praha, 1965);[84]
- dán: Niki: eller histiorien om en hund (J. Pios, København, 1958);[85]
- finn: Niki, koiran tarina (Tammi, Helsinki, 1958);[86][87]
- francia: Niki: ou l'histoire d'un chien (Éd. du Seuil, Paris, 1957);[88]
- japán: Niki Yókina maisó (Kobunsha, Tokió, 1969);[89]
- lengyel: Niki (Instytut Literacki, Paryż, 1959),[90] Niki: historia pewnego psa (Wydawn. Lit., Kraków, 1979);[91]
- német: Niki oder die Geschichte eines Hundes (Fischer Verlag, Frankfurt, 1956),[92] (Fischer, Frankfurt, 1965),[93] (S. Fischer Verlag, Frankfurt, 1984);[19]
- olasz: Niki: storia di un cane (Einaudi, Torino, 1957),[94] (Mondadori, Milano, 1961);[94]
- portugál: Niki: a história de um cao (Veredas, São Paulo, 2002);[95]
- spanyol: Niki o la historia de un perro (Proyección, Buenos Aires, 1961);[96]
- svéd Niki: historien om en hund (Bonniers Förl., Stockholm, 1966);[97]
- szerb Niki: priča o jednom psu (Kiša, Novi Sad, 2014).[98]

A művet többen is szerették volna megfilmesíteni, de az 1956-os forradalom előtt nem volt rá idő, utána pedig lehetőség. Makk Károlynak sokáig tervei között szerepelt a megfilmesítés, amelyre – Déry részéről – meglett volna a lehetősége, ugyanis megkapta tőle összes művéből az „első kiválasztás” jogát. Az író halála után megrendezte a Philemon és Baucis, A téglafal mögött és Az utolsó kézirat című filmeket (utóbbi a Vidám temetés motívumaiból épült fel).